# Франциск II (король Обох Сицилій)
Франциск II (Франческо) (16 січня 1836 — 27 грудня 1895) — останній король королівства Обох Сицилій в 1859—1861 роках. Повалений внаслідок походу на чолі із Джузеппе Гарібальді.

## Життєпис
Походив з династії Неаполітанських Бурбонів. Син Фердинанда II, короля Обох Сицилій, та Марії Крістіни Савойської. Народився у 1836 році в Неаполі. Мати померла при пологах. Виховувався під орудою своєї мачухи Марії Терези Австрійської, яка мала значний вплив на Франциска. Також замолоду оточив себе священниками та вищої знаттю. У лютому 1859 року оженився на представниці династії Віттельсбахів. Вже в травні того ж року після смерті батька стає володарем королівства.

## Правління
Під впливом своїх радників відмовився впроваджувати конституцію, хоча це обіцяв ще його батько. Влада фактично перейшла до першого міністра Карло Флінджері. Того ж року було укладено союз з Королівством Сардинія. Водночас у червні 1859 року частина швейцарської гвардії збунтувалася. Король обіцяв зреагувати на скарги гвардійців, але лише затягував час. Невдовзі генерал Алессандро Нунціанте оточив бунтівників, після чого їх знищив. Це негативно вплинуло на моральний дух усієї швейцарської гвардії. Небажання діяти в рамках договору з Сардинією та впровадити конституцію призвело до відставки Філанджері. У квітні 1860 року спалахнуло повстання на острові Сицилія.
У травні на острові висадився з двома тисячами волонтерів італійський генерал Гарібальді. Підтриманий потужним всенародним повстанням, він завдав урядовим військам поразки у битвах при Калатафімі та за Палермо. У липні королівські війська зазнали поразки у битві при Мілаццо. До 1 серпня було втрачено увесь острів. Невдовзі війська Гарібальді переправилися через Мессенську протоку до Калабрії. Франциск II залишив Неаполь і замкнувся в Гаеті, добре укріпленій прибережній фортеці, що знаходиться в 80 км на північ від Неаполя. На допомогу Гарібальді підійшли сардинські війська. 1 жовтня неаполітанська армія була розбита при Капуї. 21 жовтня пройшов плебісцит, в результаті якого більшість неаполітанців визнало своїм королем Віктора-Еммануїла II, короля Сардинії. У лютому 1861, після піврічної облоги і запеклих боїв, Гаета капітулювала. Франциск II виїхав до Риму і знайшов притулок у папи Пія IX.

## У вигнанні
Спочатку колишній король мешкав у Римі, де його дружина закохалася у офіцера папської гвардії й завагітніла. Протягом десяти наступних років він безуспішно намагався організувати в Неаполі заколот на свою користь. З 1870 року Франциск мандрував Францією, Іспанією, Австрією та Баварією. Зрештою 1894 року помер у м. Арко (провінція Тренто, тоді Австро-Угорщина).

## Родина
Дружина — Марія Софія, донька Максиміліана, герцога Баварського
Діти:
- Марія Христина Пія (1869—1870)

## Беатифікаційний процес
У 2020 році розпочато його Беатифікаційний процес.

## Нагороди

### Королівство Обох Сицилій
- Орден Святого Януарія, великий магістр
- Константинівський орден Святого Георгія, великий магістр
- Орден Святого Фердинанда за заслуги, великий магістр
- Орден Святого Георгія і Возз'єднання, великий магістр
- Орден Франциска I, великий магістр

### Іспанія
- Орден Золотого руна (15 червня 1944)
- Орден Карлоса III, великий хрест (1857)

### Австро-Угорщина
- Королівський угорський орден Святого Стефана, великий хрест (1849)
- Військовий орден Марії Терезії, лицарський хрест (1861)

### Прусське королівство
- Pour le Mérite (20 лютого 1861)
- Орден Чорного орла
- Орден Червоного орла, великий хрест

### Російська імперія
- Орден Андрія Первозванного
- Орден Святого Олександра Невського
- Орден Святого Георгія 4-го ступеня

### Інші країни
- Орден Леопольда I, великий ланцюг (Бельгія; 9 червня 1855)
- Орден Святого Губерта (Баварське королівство; 1857)
- Орден Рутової корони (Саксонське королівство; 1860)
- Орден Вюртемберзької корони, великий хрест (Вюртемберзьке королівство; 1864)
- Хрест Дона Педро I, великий хрест (Бразильська імперія; 27 січня 1866)
- Орден Святого Людовіка, великий хрест (Пармське герцогство; 2 квітня 1869)
- Орден Слона (Данія; 28 травня 1878)
- Орден Святого Йосипа, великий хрест (Велике герцогство Тосканське)